# Kim Nam-il
Kim Nam-il (en hangul, 김남일; en hanja, 金 南一; nacido el 14 de marzo de 1977 en Incheon) es un exfutbolista y actual entrenador surcoreano. Jugaba de centrocampista y su último club fue el Kyoto Sanga de Japón. Actualmente dirige a Seongnam F.C. de la K League 1 de Corea del Sur.

## Clubes

### Como jugador
| Club                          | País          | Año       |
| ----------------------------- | ------------- | --------- |
| Chunnam Dragons F. C.         | Corea del Sur | 2000-2004 |
| Feyenoord (cedido)            | Países Bajos  | 2003      |
| S. B. V. Excelsior (cedido)   | Países Bajos  | 2003      |
| Suwon Samsung Bluewings F. C. | Corea del Sur | 2005-2007 |
| Vissel Kobe                   | Japón         | 2008-2009 |
| F. C. Tom Tomsk               | Rusia         | 2011-2012 |
| Incheon United F. C.          | Corea del Sur | 2012-2013 |
| Jeonbuk Hyundai Motors F. C.  | Corea del Sur | 2014      |
| Kyoto Sanga F. C.             | Japón         | 2015      |

### Como entrenador
| Club           | País          | Año   |
| -------------- | ------------- | ----- |
| Seongnam F. C. | Corea del Sur | 2020- |